# Mark Hrytsenko
Mark Oleksijovytj Hrytsenko (ukrainska: Марк Олексійович Гриценко), född 21 oktober 2009, är en ukrainsk simhoppare.

## Karriär

### Junior
Vid junior-EM 2023 i Rijeka tog Hrytsenko guld i åldersgrupp B i tremeterssvikten, guld i mixedlag tillsammans med Karina Hlyzjina, Kyrylo Azarov och Danylo Avanesov samt silver i åldersgrupp B i 10-metersplattformen. Vid junior-VM 2024 i Rio de Janeiro tog han guld i åldersgrupp B i 10-metersplattformen samt brons i mixedlag tillsammans med Sofiya Vystakina, Ksenija Botjek och Kyrylo Azarov.

### Senior
Hrytsenko blev uttagen som reserv till europeiska spelen 2023 i Polen. I januari 2024 tog han brons tillsammans med Danylo Avanesov i parhopp från 10-metersplattformen vid den internationella turneringen i Rostock. I maj 2024 slutade Hrytsenko på andra plats tillsammans med Kirill Boljuch i parhopp från 10-metersplattformen vid French Diving Open i Paris. Som 14-åring gjorde han sin mästerskapsdebut som senior vid EM 2024 i Belgrad och slutade på femte plats i parhopp från 10-metersplattformen tillsammans med Kirill Boljuch. Vid olympiska sommarspelen 2024 i Paris var Hrytsenko med i Ukrainas lag som reserv i 10-metersplattformen.
Vid simhopps-EM 2025 i Antalya tog Hrytsenko guld i parhopp från 10-metersplattformen tillsammans med Oleksij Sereda.